# Cynthia Nixon

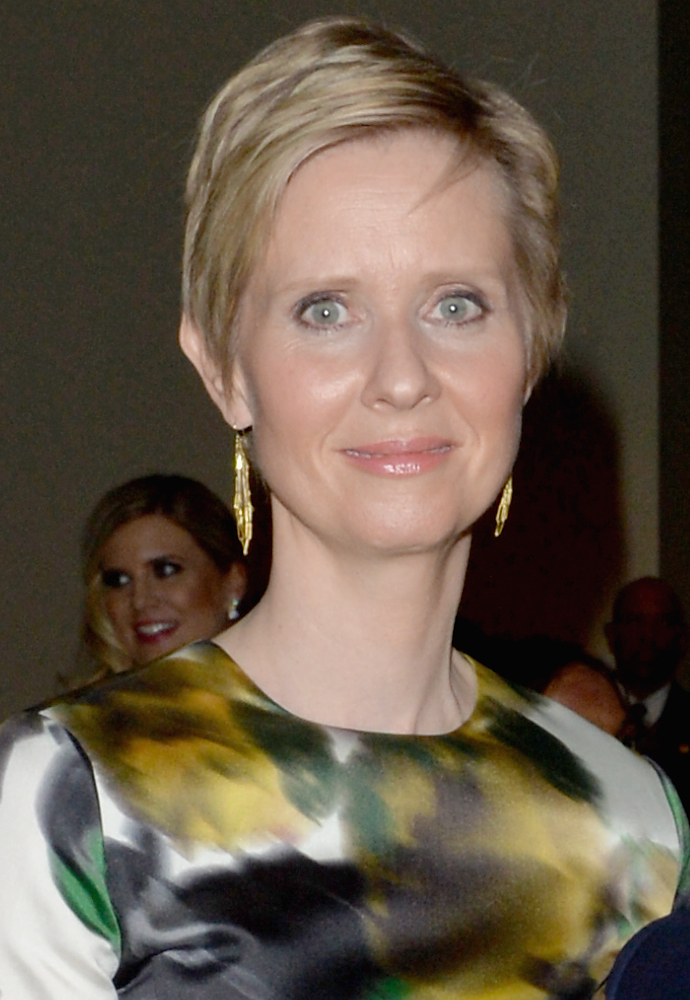
Cynthia Nixon (2014)

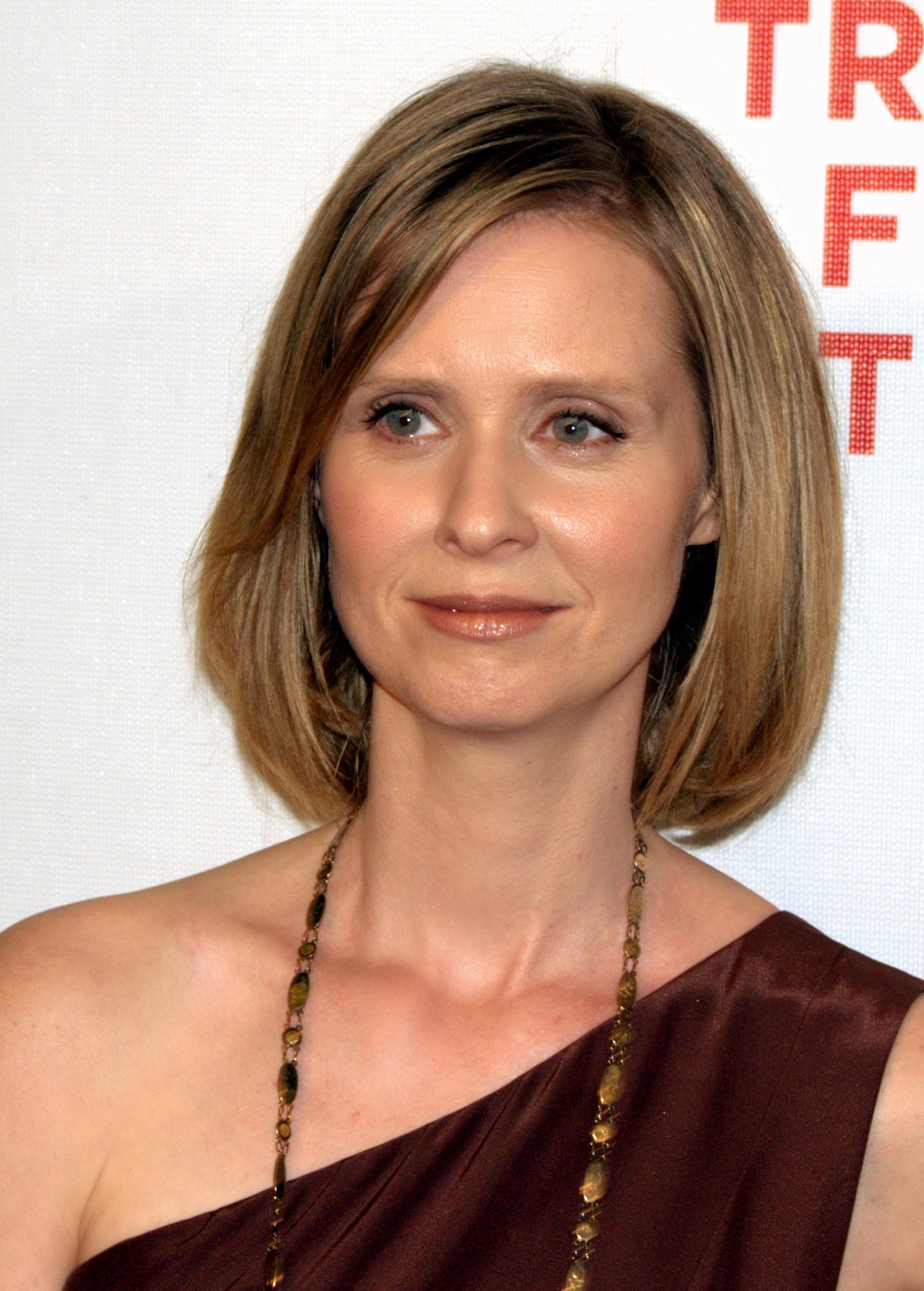
Cynthia Nixon (2009)

Cynthia Ellen Nixon (* 9. April 1966 in New York City) ist eine US-amerikanische Film-, Fernseh- und Theater-Schauspielerin. Sie wurde als Darstellerin der Anwältin Miranda Hobbes in der Fernsehserie Sex and the City (1998 bis 2004) international bekannt.
2018 nahm Nixon an der Vorwahl der Demokratischen Partei für das Gouverneursamt des Bundesstaates New York teil, unterlag jedoch dem Amtsinhaber Andrew Cuomo.

## Privatleben
Cynthia Nixon wurde 1966 in New York als einziges Kind von Anne und Walter Nixon geboren. Sie besuchte die Hunter College High School, bevor sie ihr Studium am Barnard College 1988 mit einem B.A. in Englisch abschloss.
Von 1988 bis 2003 war sie mit Danny Mozes, einem Englischlehrer und Fotografen, liiert. Zusammen haben sie eine Tochter und einen Sohn (geboren 1996 und 2002).
Seit 2004 lebt Nixon in einer Beziehung mit Christine Marinoni. In einem Interview mit dem New York Magazine sagte sie 2006: „Es gab keinen inneren Kampf, es gab auch keine Bemühungen, etwas zu unterdrücken. Ich habe einfach diese Frau getroffen und mich in sie verliebt.“ Dennoch sei sie vom Medienrummel, den diese Beziehung ausgelöst habe, sehr überrascht gewesen. 2009 gab das Paar seine Verlobung bekannt. Im Februar 2011 brachte Marinoni einen Sohn zur Welt. Im Mai 2012 heiratete Nixon ihre Lebensgefährtin. Nixon war 2006 an Brustkrebs erkrankt und gilt inzwischen als genesen.

## Karriere
1979 gab sie in einer Episode der Familienserie NBC Special Treat ihr Fernsehdebüt, und im Alter von 13 Jahren stand sie für ihren ersten Kinofilm Kleine Biester (1980) vor der Kamera. 1982 spielte Nixon an der Seite ihrer späteren Sex and the City-Kollegin Sarah Jessica Parker in dem Fernsehfilm Dies ist mein Kind! In dem mit einem Oscar preisgekrönten Filmdrama Amadeus (1984) von Regisseur Miloš Forman spielte sie die Dienstmagd Lorl. 1985 hatte sie eine Nebenrolle in Robert Altmans Komödie Black Cats. Es folgten eine Reihe von Fernsehfilmen und -serien, bevor sie 1993 in einer kleineren Rolle in Barry Sonnenfelds Die Addams Family in verrückter Tradition wieder auf der Kinoleinwand zu sehen war. Im selben Jahr spielte sie eine Nebenrolle in Die Akte mit Julia Roberts und Denzel Washington in den Hauptrollen. 
Ihre nächsten Filmrollen hatte sie in der Komödie Juniors freier Tag (1994) und an der Seite von Meryl Streep, Diane Keaton, Leonardo DiCaprio und Robert De Niro in Marvins Töchter (1996). Der internationale Durchbruch gelang ihr schließlich als Anwältin Miranda Hobbes in der Fernsehserie Sex and the City (1998 bis 2004). Neben mehreren Nominierungen für einen Golden Globe erhielt sie für ihre Darstellung 2004 den Emmy.
Nach dem Ende der Serie spielte sie in dem Fernsehfilm Warm Springs (2005) die Rolle der Eleanor Roosevelt. Für ihre Darstellung wurde sie mit einer Nominierung für einen Golden Globe und einen Emmy geehrt. Den bislang größten kommerziellen Erfolg ihrer Karriere feierte sie mit Sex and the City – Der Film und Sex and the City 2. Die Filme spielten zusammen weltweit über 703,5 Mio. US-Dollar ein.
Neben ihrer Fernseh- und Filmkarriere ist Nixon auch eine erfolgreiche Theaterschauspielerin. Von 1980 bis 1981 spielte sie am Broadway in dem Stück The Philadelphia Story und wurde dafür 1981 mit dem Theatre World Award ausgezeichnet. Weitere Engagements am Broadway hatte sie u. a. mit The Heidi Chronicles (1989 bis 1990) und Angels in America (1993 bis 1994). 1995 war Nixon für den Tony Award als beste Hauptdarstellerin in dem Theaterstück Indiscretions nominiert. Im Juni 2006 wurde sie als beste Hauptdarstellerin in dem Broadway-Stück Rabbit Hole mit dem Tony Award ausgezeichnet. 2012 spielte sie die Hauptrolle in Wit von Margaret Edson.

## Bewerbung als Kandidatin für die Gouverneurswahl in New York
Nixon kandidierte im Jahr 2018 bei der Vorwahl der Demokratischen Partei für den Posten der Gouverneurin von New York gegen den Amtsinhaber Andrew Cuomo. Dies gab sie am 19. März 2018 via Twitter bekannt. In ihrer Kampagne warf Nixon Gouverneur Cuomo insbesondere mangelndes Profil als Progressiver vor und vertrat in ihrem Wahlkampf linkere Positionen als der Amtsinhaber. So forderte sie unter anderem eine flächendeckende gesetzliche Krankenversicherung auf bundesstaatlicher Ebene und ein größeres Engagement des Staates New York bei der Modernisierung der in weiten Teilen maroden New York City Subway. Anders als Nixon konnte Cuomo auf die Unterstützung namhafter Parteigrößen wie Ex-Vizepräsident Joe Biden und Hillary Clinton zählen. Auch die beiden US-Senatoren für New York, Chuck Schumer und Kirsten Gillibrand, unterstützten Cuomos erneute Kandidatur. Bei der Abstimmung am 13. September erhielt Nixon knapp 35 % der Stimmen, Cuomo 65 %.

## Filmografie (Auswahl)
- 1979: NBC Special Treat (Fernsehserie, Episode 5x01 The Rocking Chair Rebellion)
- 1979–1983: Junge Schicksale (ABC Afterschool Specials, Fernsehreihe, 2 Episoden)
- 1980: Kleine Biester (Little Darlings)
- 1981: The Private History of a Campaign That Failed (Fernsehfilm)
- 1981: Prince of the City
- 1981: Tattoo – Das Mal der Rache (Tattoo)
- 1982: American Playhouse (Fernsehserie, Episode: Fifth of July)
- 1982: Rascals and Robbers: The Secret Adventures of Tom Sawyer and Huck Finn (Fernsehfilm)
- 1982: Dies ist mein Kind! (My Body, My Child, Fernsehfilm)
- 1983: I Am the Cheese
- 1984: Amadeus
- 1985: Black Cats (O.C. and Stiggs)
- 1986: Manhattan Project – Der atomare Alptraum (The Manhattan Project)
- 1988: Der Fall Mary Phagan (mehrteiliger Fernsehfilm, The Murder of Mary Phagan)
- 1988: Tanner ’88 (Fernsehserie)
- 1989: Gideon Oliver (Fernsehserie, Episode: Sleep Well, Professor Oliver)
- 1989: Der Equalizer (The Equalizer, Fernsehserie, Episode: Silent Fury)
- 1989: Alles auf Sieg (Let It Ride)
- 1990: Women & Wallace (Fernsehfilm)
- 1990: The Young Riders (Fernsehserie, 2 Episoden)
- 1990: Law & Order (Fernsehserie, Episode: Notwehr oder Vergeltung)
- 1990: Abschied und Hoffnung (The Love She Sought, Fernsehfilm)
- 1991: Liebe, Lüge, Mord (Love, Lies and Murder)
- 1991: Das fremde Gesicht (Face of a Stranger, Fernsehfilm)
- 1992: Kiss-Kiss, Dahlings! (Fernsehkurzfilm)
- 1993: Mord ist ihr Hobby (Murder, She Wrote, Fernsehserie, Episode: Ein Falke greift an!)
- 1993: Through an Open Window (Kurzfilm)
- 1993: Die Addams Family in verrückter Tradition (Addams Family Values)
- 1993: Die Akte (The Pelican Brief)
- 1994: Monty (Fernsehserie, Episode 1x01)
- 1994: Juniors freier Tag (Baby’s Day Out)
- 1995: New York News – Jagd auf die Titelseite (New York News, Fernsehserie, Episode: The Using Game)
- 1996: The Cottonwood
- 1996: ‘M’ Word
- 1996: Nash Bridges (Fernsehserie, Episode: Aloha Nash)
- 1996: Allein gegen die Zukunft (Early Edition, Fernsehserie, Episode: Baby)
- 1996: Marvins Töchter (Marvin’s Room)
- 1998–2004: Sex and the City
- 1999: Advice Form a Caterpillar
- 1999: Outer Limits – Die unbekannte Dimension (The Outer Limits, Fernsehserie, Episode: Das Böse in uns)
- 1999: Schlaflos in New York (The Out-of-Towners)
- 1999: Ein Hauch von Himmel (Touched By An Angel, Fernsehserie, Episode: Into The Fire)
- 2000: Papa’s Angels – Bewegte Zeiten (Papa’s Angels, Fernsehfilm)
- 2002: Igby (Igby Goes Down)
- 2003: The Paper Mache Chase (Kurzfilm)
- 2004: Tanner on Tanner (Fernsehserie, 4 Episoden)
- 2005: Emergency Room – Die Notaufnahme (ER, Fernsehserie, Episode 11x15 Allein unter vielen)
- 2005: Warm Springs (Fernsehfilm)
- 2005: Das Traum-Date (One Last Thing)
- 2005: Little Manhattan
- 2005: Dr. House (House, Fernsehserie, Episode: Deception)
- 2006: 3 lbs. (Fernsehserie, 3 Episoden)
- 2007: Me, Eloise (Fernsehserie, 1 Episode, Synchronstimme)
- 2007: The Babysitters
- 2007: Law & Order: Special Victims Unit (Fernsehserie, Episode: Alternate)
- 2008: Sex and the City – Der Film (Sex and the City: The Movie)
- 2008: Lymelife
- 2009: An Englishman in New York
- 2010: Sex and the City 2
- 2010–2011: The Big C (Fernsehserie, 11 Episoden)
- 2011: Criminal Intent – Verbrechen im Visier (Law & Order: Criminal Intent, Fernsehserie, Episode: Icarus)
- 2011: Too Big to Fail – Die große Krise (Too Big to Fail, Fernsehfilm)
- 2011: Rampart – Cop außer Kontrolle (Rampart)
- 2012: Die Tore der Welt (World Without End, Fernsehmehrteiler)
- 2013–2014: Alpha House (Webserie)
- 2014: Hannibal (Fernsehserie, 3 Episoden)
- 2015: James White
- 2015: Stockholm, Pennsylvania
- 2016: A Quiet Passion
- 2017: The Only Living Boy In New York
- 2020: Ratched (Fernsehserie)
- 2021–2025: And Just Like That … (Fernsehserie, 33 Episoden)
- seit 2022: The Gilded Age (Fernsehserie)

## Auszeichnungen (Auswahl)
Emmy Award

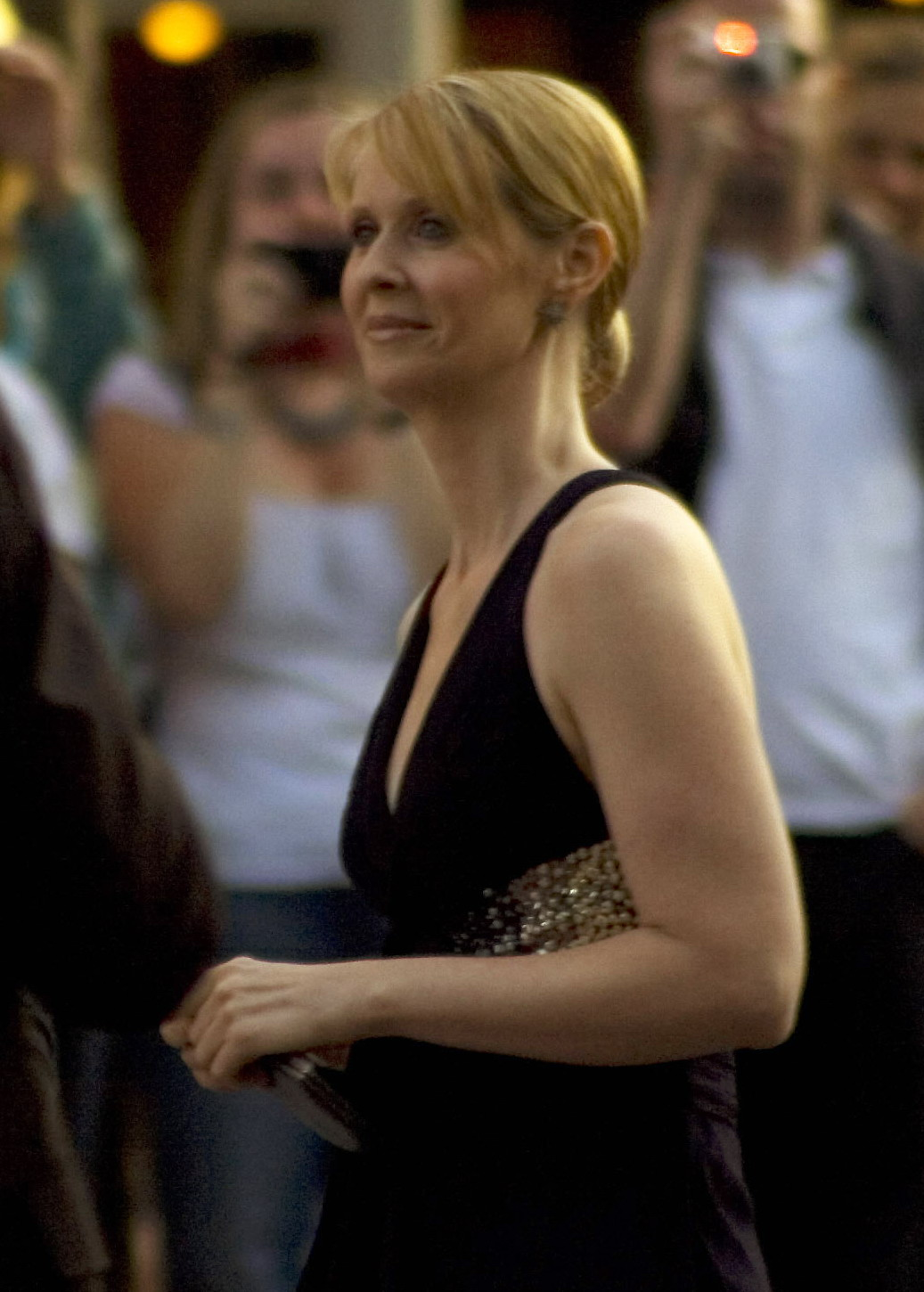
Cynthia Nixon bei der Premiere von Sex and the City: Der Film in Berlin

- 2002, 2003: Nominiert als beste Nebendarstellerin in einer Comedy-Serie für Sex and the City
- 2004: Beste Nebendarstellerin in einer Comedy-Serie für Sex and the City
- 2005: Nominiert als beste Hauptdarstellerin in einem Fernsehfilm für Warm Springs
- 2008: Beste Gastdarstellerin in einer Drama-Serie für Law & Order: Special Victims Unit

Golden Globe Award
- 2000, 2001, 2003, 2004: Nominiert als beste Nebendarstellerin in einer Fernsehserie für Sex and the City
- 2006: Nominiert als beste Hauptdarstellerin in einem Fernsehfilm für Warm Springs
- 2021: Nominiert als beste Nebendarstellerin – Serie, Miniserie oder Fernsehfilm – für Ratched

Goldene Himbeere
- 2011: Schlechteste Schauspielerin für Sex and the City 2 (zusammen mit Kim Cattrall, Kristin Davis und Sarah Jessica Parker)
- 2011: Schlechtestes Schauspielerensemble für Sex and the City 2

Grammy Award
- 2009: Preis für das beste Hörbuch für An Inconvenient Truth von Al Gore (zusammen mit Beau Bridges und Blair Underwood)

Satellite Awards
- 2003: Nominiert als beste Nebendarstellerin in einer Fernsehserie für Sex and the City
- 2005: Nominiert als beste Hauptdarstellerin in einem Fernsehfilm für Warm Springs

Screen Actors Guild Award
- 2001, 2003, 2005, 2006: Nominiert als bestes Ensemble in einer Comedy-Serie für Sex and the City (zusammen mit Kim Cattrall, Kristin Davis und Sarah Jessica Parker)
- 2002, 2004: Bestes Ensemble in einer Comedy-Serie für Sex and the City (zusammen mit Kim Cattrall, Kristin Davis und Sarah Jessica Parker)
- 2006: Nominiert als beste Hauptdarstellerin in einem Fernsehfilm für Warm Springs

Theatre World Award
- 1981: Auszeichnung für The Philadelphia Story

Tony Award
- 1995: Nominiert als beste Hauptdarstellerin in einem Theaterstück für Indiscretions
- 2006: Beste Hauptdarstellerin in einem Theaterstück für Rabbit Hole
- 2017: Beste Nebendarstellerin für The Little Foxes

Young Artist Award
- 1987: Nominiert als beste Nachwuchsdarstellerin für Manhattan Project – Der atomare Alptraum